# No Flies on Cis
No Flies on Cis è un cortometraggio muto del 1913 diretto da Frank Wilson.

## Trama
Ormai al verde, cercando di ingannare uno zio molto ricco, un uomo sposato chiede in prestito a un amico la sua casa, così da mostrare allo zio uno stile di vita che possa fargli ben pensare di lui.

## Produzione
Il film fu prodotto dalla Hepworth.

## Distribuzione
Distribuito dalla Hepworth, il film - un cortometraggio di 198 metri - uscì nelle sale cinematografiche britanniche nel dicembre 1913. Il 6 luglio 1914, uscì anche negli Stati Uniti, dove, nelle proiezioni, veniva programmato con il sistema dello split reel, accorpato in un'unica bobina con un altro cortometraggio diretto da Wilson, A Friend in Need.
Si conoscono pochi dati del film che, prodotto dalla Hepworth, fu distrutto nel 1924 dallo stesso produttore, Cecil M. Hepworth. Fallito, in gravissime difficoltà finanziarie, il produttore pensò in questo modo di poter almeno recuperare il nitrato d'argento della pellicola.